# أتسوغة فورستية

أتسوغة فورستية[بحاجة لمصدر] (الاسم العلمي: Tsuga forrestii) هي نوع من النباتات يتبع جنس الأتسوغة من فصيلة الصنوبرية.